# جورج نوري
جورج رالف نوري (بالإنجليزية: George Noory) (ولد في 4 يونيو 1950)، مذيع حواري. منذ يناير 2003، كان نوري يعمل كمضيف في البرنامج الحواري الاذاعي (كوست تو كوست أي ام) (Coast to Coast AM) الذ كان يبث في وقت متأخر من الليل. وقد ظهر كذلك على قناة التاريخ التلفزيونية في سلسلتي الفضائيين القدامى و(لا يتقبله العقل)، التي كانت تقدم عن طريق الاشتراك في موقع (gaia.com).

## روابط خارجية
- جورج نوري على موقع IMDb (الإنجليزية)
- جورج نوري على موقع إن إن دي بي (الإنجليزية)